# Wałerij Szewczuk
Wałerij Szewczuk (ukr. Валерій Олександрович Шевчук, ur. 20 sierpnia 1939 w Żytomierzu, zm. 6 maja 2025) – ukraiński pisarz, eseista, wydawca poezji staroukraińskiej. Jest uważany za jednego z przedstawicieli pokolenia lat 60. (szistdesiatnyky).

## Życiorys
Urodził się w Żytomierzu w rodzinie szewca. W 1963 r. ukończył historyczno-filozoficzny wydział na Uniwersytecie im. Tarasa Szewczenki w Kijowie. Po studiach został skierowany do pracy w redakcji gazety „Młoda gwardia”. Pracował następnie w muzeum historycznym w Kijowie.
W 1961 roku zadebiutował opowiadaniem o Tarasie Szewczenko Nastuńka w zbiorze pt. Winok Kobzarewi wydanym w Żytomierzu. W tym samym roku napisał 18 nowel, jedna z nich została zekranizowana (Wona czekaje, joho czekaje). W latach 60. ukazały się kolejno trzy książki: zbiór opowiadań Sered tyżnia (1967), powieść Nadbereżna, 12 (1969), Weczir swiatoj oseni (1969). Skoncentrował się w tych utworach na wyjątkowych stanach psychicznych człowieka, jednak nadał utworom kształt realistyczny.
W latach 70., pod pretekstem propagowania przez Szewczuka narodowych ukraińskich symbooli, na polecenie władzy zaprzestano wydawania jego utworów. Wymuszone milczenie nie wstrzymało jego intensywnej pracy literackiej.
W latach 80. opublikowano większość utworów Szewczuka do tej pory zakazanych przez cenzurę: Kryk piwnia na switanku (1979), Dołyna dżereł (1981), Na poli smyrennomu (1983), Dim na hori (Dom na wzgórzu, tłum. J. Litwiniuk, 1983), Maleńke weczirnie intermecco (1984), Try łystki za wiknom (1986), Kamienna luna (1987), Ptachy z newidomoho ostrowa (1989). Następnie pojawiły się nowe książki: Dzygar odwicznyj (1990), Doroha tysjaczu rokiw (1990), Steżka w trawi. Żytomyrska saha (1994), U czerwi apokaliptycznoho zwirja (1995), Oko prirwy (Oko otchłani, tłum. J. Litwiniuk 2000), Bis ploti (1998), Rozłuczennia po-ukrainskomu (1998), Żinka-zmija (1998), Junaky z wohennoji peczi: zapysky standartnoho czołowika (1999), Sribne moloko (2002), Temna muzyka soson (2005), Na berezi czasu. Mij Kyjiw. Wchodyny (2006),Tini znikomi. Simejna chronika (2006), Prywyd mertwoho domu (2006).
Do najbardziej znanych utworów Wałerija Szewczuka. należy Dom na wzgórzu – często przypisuje mu się cechy realizmu magicznego. Utwór opowiada historię rodziny – niezwykłe losy osób zamieszkujących tytułowy dom na wzgórzu w magiczny sposób powtarzają się, co staje się podstawą rodzinnej sagi.
W wyniku wytężonej pracy nad dawną ukraińską poezją w latach 80. Szewczuk przygotował antologie dawnej ludowej poezji ukraińskiej: Apollona lutnia (1982), Pisni Kupidona. Lubowna poezija na Ukraini w XVI – pocz. XIX st. (1984), Iwan Wyszenskij. Twory (1986), Marsowe pole. Heroiczna poezija na Ukraini (1988-89). W latach 90. kontynuował pracę nad ukraińską literaturą i wydał: Solmijło Wełyczko. Litopis (1991), Derewo pamiati. Knyha istorycznoho opowidannia (1990, 1992,1995), Dolia (1993), Hryhorij Skoworoda. Twory (1996), Katechyzyk Petra Mohyły (1996).
Mniejsze utwory przetłumaczone na język polski:
Jak z brata Semena wypędzano diabła, tłum. S. E. Bury, „Tygodnik Literacki”, nr 9/1990;
Wertep o Herodzie, tłum. S. E. Bury, „Zustriczi”, nr 1/1991.